# Phytodiniaceae
Famille
Les Phytodiniaceae sont une famille d'algues dinoflagellés de l’ordre des Phytodiniales.

## Étymologie
Le nom vient du genre type Phytodinium, composé du préfixe phyto, plante, et du suffixe -din-, par allusion aux dinophytes (et de la désinence latine -ium), peut-être en raison de la présence d'une « membrane cellulosique, dans les cellules de type péridine » de ces organismes, qui rapprocheraient ces dinoflagellés des plantes dites « supérieures ».

## Liste des genres
Selon AlgaeBase (18 janvier 2022)
- Bourrellyella Baumeister
- Cystodinedria Pascher
- Cystodinium G.A.Klebs
- Dinastridium Pascher
- Dinoclonium Pascher
- Dinococcus Fott
- Dinopodiella Pascher
- Dinorbiculus Baumeister
- Diplodinium Klebs
- Filodinium J.Cachon & M.Cachon
- Haidadinium Buckland-Nicks,  Reimchen & Garbary
- Hypnodinium G.A.Klebs
- Manchudinium Skvortsov
- Pentadinium Skvortsov
- Phytodinedria Pascher
- Phytodinium G.A.Klebs
- Pyramidodinium T.Horiguchi & C.Sukigara
- Raciborskia Woloszynska
- Rhizodinium Baumeister ex Bourrelly
- Stylodinium Klebs
- Tetradinium Klebs
- Thaurilens Pavillard